# Музей природы и человека

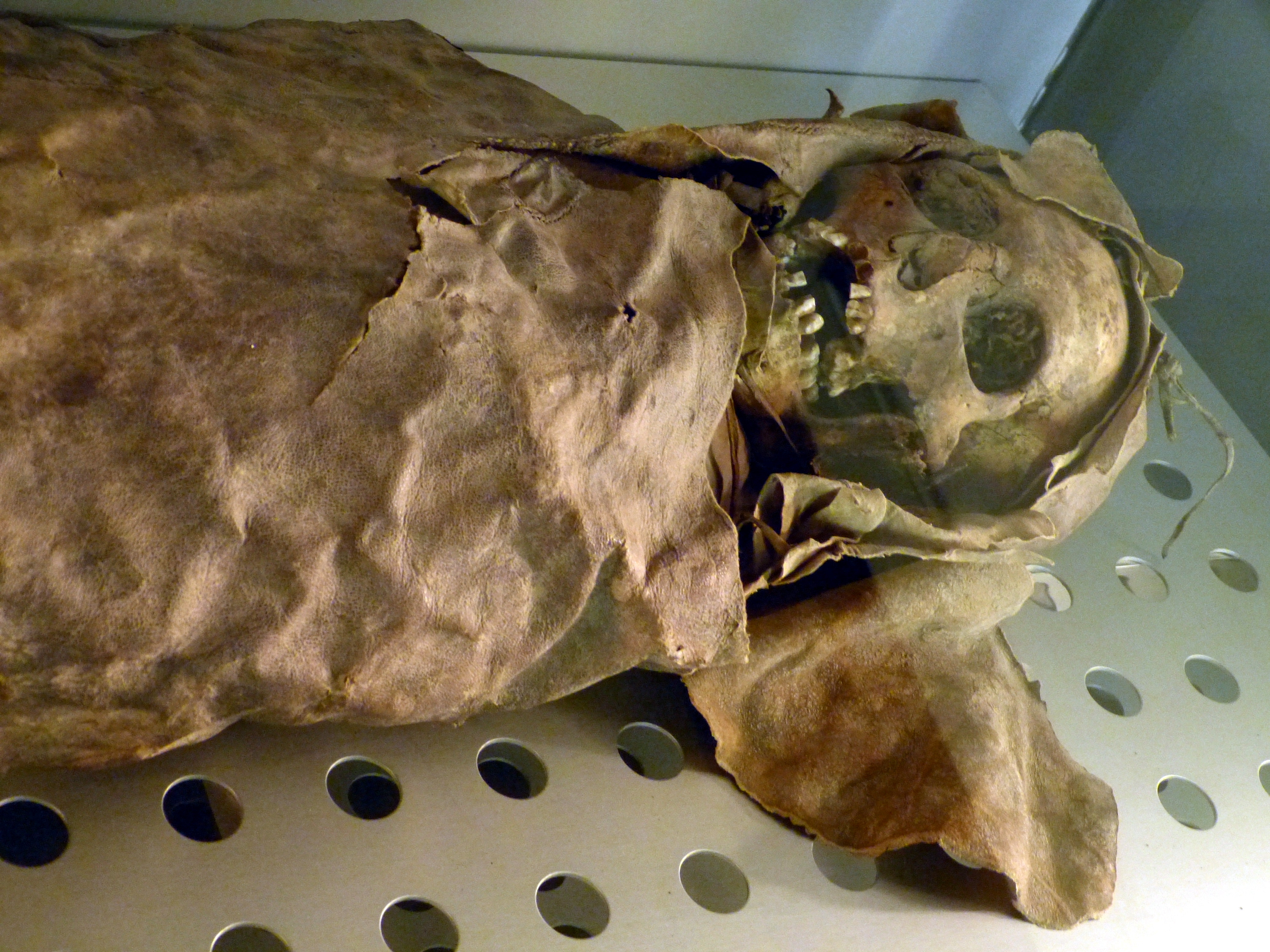
Мумии гуанчей

Музей природы и человека — археологический музей, расположенный в городе Санта-Крус-де-Тенерифе (Канарские острова, Испания). Музей считается наиболее важным учреждением Макаронезии и одним из самых важных в Испании.
Экспозиция посвящена геологии, археологии, флоре и фауне Канарских островов. Кроме знаменитых мумий гуанчей здесь выставлена небольшая коллекция артефактов: керамика, африканское резное дерево, искусство доколумбовой эпохи, а также окаменелости со всего мира.
В музее также имеется большая коллекция окаменелостей доисторических животных, которые жили на Канарских островах, как гигантская ящерица (Gallotia goliath), гигантской крысы (Canariomys bravoi) и гигантской черепахи (Centrochelys burchardi).

## Фотографии

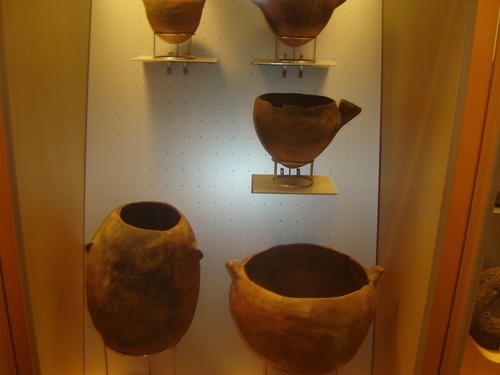
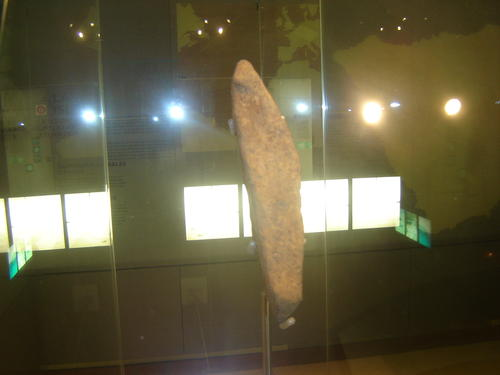
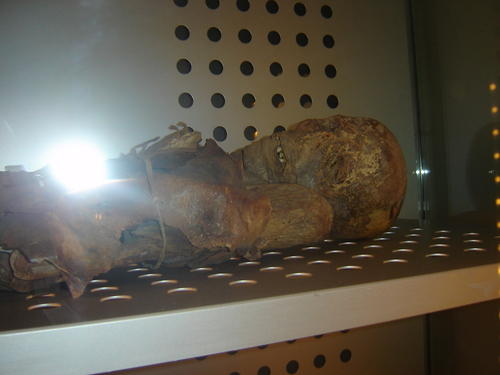
Мумия из Сан-Андреса